# كيفن بروكس (سياسي)
كيفن بروكس (بالإنجليزية: Kevin Brooks)‏ هو سياسي أمريكي، ولد في 4 مايو 1967 بماريتا في الولايات المتحدة. حزبياً، نشط في الحزب الجمهوري. وقد انتخب عضو مجلس نواب تينيسي.

## وصلات خارجية
- الموقع الرسمي